# Investigación sobre un ciudadano libre de toda sospecha
Investigación sobre un ciudadano libre de toda sospecha (Indagine su un cittadino al di sopra di ogni sospetto) es una película italiana de 1970 dirigida por Elio Petri.
Es un sátira dramática, psicológica, de humor negro sobre la corrupción en las altas esferas, que cuenta la historia de un alto oficial de policía que mata a su amante y pone a prueba si sus colegas le harían pagar por ese delito. Él empieza a manipular la investigación al plantar pistas obvias mientras los otros agentes policiales las ignoran, intencionadamente o no.

## Argumento
Un inspector policial recientemente promovido (Gian Maria Volontè) mata a su amante (Florinda Bolkan), y cubre su implicación en el delito. Se insinúa a sí mismo en la investigación, plantando pistas para guiar a sus subordinados hacia una serie de otros sospechosos, incluyendo el marido gay de la mujer y un estudiante radical. Luego exonera a los otros sospechosos y dirige a los detectives hacia él, para probar que está "por encima de toda sospecha" y que se puede salir con la suya, incluso mientras es investigado. Al final, confiesa al delito delante de su superiores, quienes se niegan a creerle. Seguro de que está a salvo, él vuelve a publicar su confesión y recibe la aprobación del comisario policial.

## Reparto
| Actor              | Función                                    |
| ------------------ | ------------------------------------------ |
| Gian Maria Volontè | Inspector policial                         |
| Florinda Bolkan    | Augusta Terzi                              |
| Gianni Santuccio   | Comisario policial                         |
| Orazio Orlando     | Biglia                                     |
| Sergio Tramonti    | Antonio Pace                               |
| Arturo Dominici    | Mangani                                    |
| Aldo Rendine       | Nicola Panunzio                            |
| Massimo Foschi     | Marido de Augusta                          |
| Aleka Paizi        | La sirvienta del inspector                 |
| Vittorio Duse      | Canes                                      |
| Pino Patti         | Jefe de la oficina de escuchas telefónicas |
| Salvo Randone      | Fontanero                                  |
| Giuseppe Licastro  |                                            |
| Filippo De Gara    | Policía                                    |
| Fulvio Grimaldi    | Periodista del Paese Sera.                 |

## Premios
La película fue muy apreciada en su tiempo. Ganó el Óscar a la mejor película de habla no inglesa, así como el premio FIPRESCI y el Gran Premio del Festival de Cine de Cannes en 1970. También ganó como Mejor Película en Lengua Extranjera en el Kansas City Film Critics Circle Awards de 1971 y el Premio Edgar de la Asociación de Escritores de Misterio de Estados Unidos al mejor guion de misterio.